# Campagne du Liaodong de Sima Yi
Guerres des Trois Royaumes
Batailles
Yiling/Xiaoting - Campagne contre le Wu - Campagne du Sud - Hefei (231) - Hefei (233) - Expéditions de Zhuge Liang - Hefei (234) - Shiting - Liaodong - Offensive du Wu - Xingshi - Koguryo - Gaoping - Expéditions de Jiang Wei (Didao) - Dongxing - Hefei (253) - Shouchun - Cao Mao - chute du Shu - Zhong Hui - Chute du Wu
La Campagne du Liaodong de Sima Yi a lieu en 238, pendant la période des Trois Royaumes de l'histoire de la Chine. Sima Yi, un général au service du royaume de Wei, prend la tête d'une armée de 40 000 soldats et attaque le seigneur de guerre Gongsun Yuan. Le clan Gongsun dirigeait le territoire de Liaodong depuis trois générations, et ce en étant quasiment indépendant du gouvernement central. Après trois mois de siège, la capitale de Gongsun Yuan tombe entre les mains de Sima Yi avec l'aide du Koguryo, un des Trois Royaumes de Corée. Après la victoire, la plupart des alliés du clan Gongsun clan sont massacrés. En plus d'éliminer un rival dans le nord-est, l'intégration du Liaodong dans le royaume de Wei met ce dernier en contact avec les peuples non Han de Mandchourie, de la péninsule de Corée et de l'archipel japonais. L'autre conséquence est que les pertes liées à la guerre, couplées à une centralisation renforcée affaiblissent le contrôle du pouvoir chinois sur la zone, ce qui permet à plusieurs États non Han de prospérer dans la région lors des siècles suivants.

## Le Liaodong sous les Gongsun
La commanderie de Liaodong, de la province de You, est située à la frontière nord-est de la Chine de la Dynastie Han. Au nord de cette commanderie se trouvent les peuples nomades des Wuhuan et des Xianbei; et à l'est, les royaumes coréens de Koguryo et Puyo. À l’automne 189, Gongsun Du, un natif du Liaodong, est nommé Grand Administrateur du Liaodong (遼東太守), ce qui marque le début de la mainmise du clan Gongsun sur la région. Étant éloigné du centre de la Chine, Gongsun Du profite de sa situation pour rester à l'écart du chaos et des guerres qui accompagnent la chute de la dynastie Han. Il agrandit ses territoires en annexant les commanderies coréennes de Lelang et Xuantu, avant de se proclamer Marquis de Liaodong (遼東侯). En 204, son fils Gongsun Kang, lui succède. Il crée la commanderie de Daifang, au sud des deux précédentes et maintient son autonomie en devenant l'allié du seigneur de guerre Cao Cao. Gongsun Kang meurt en 220, à peu près au moment où l'empereur Xiandi abdique au profit de Cao Pi, le fils de Cao Cao. Il est remplacé par son frère Gongsun Gong, qui est décrit comme quelqu'un d'incompétent et d'inapte à remplir sa fonction. En 228, Gong est renversé et emprisonné par Gongsun Yuan, le second fils de Gongsun Kang.
Lorsque Yuan prend le pouvoir au Liaodong, la Chine est divisée entre trois royaumes, fondés sur les ruines de la dynastie Han. Il s'agit du royaume de Wei au nord, du royaume de Shu au sud-ouest, et du royaume de Wu au sud-est. Entre ces trois royaumes, celui qui préoccupe le plus le nouveau maître du Liaodong, c'est le Wei, qui est son voisin immédiat et dont les dirigeants avaient étudié la possibilité d'envahir la région à la suite du coup d'État de Gongsun Yuan. Sun Quan, le roi du Wu, essaye de profiter de la situation pour faire de Gongsun Yuan son allié, ce qui lui permettrait d'attaquer le Wei sur deux fronts en simultané. De nombreuses ambassades partent du Wu en direction du Liaodong, accomplissant un long et dangereux voyage par la mer Jaune. Les dirigeants du Wei finissent par être mis au courant de ce ballet diplomatique et interceptent une des ambassades à Chengshan (成山), au nord de la péninsule de Shandong. Mais il est trop tard, Gongsun Yuan s'est déjà allié à Sun Quan. Dès qu'il reçoit la confirmation de cette nouvelle alliance, Sun Quan, très exalté, envoie une autre ambassade en 233 pour donner à Yuan le titre de Roi de Yan (燕王), ainsi que divers cadeaux. Cependant, le temps que les ambassadeurs arrivent, Gongsun Yuan avait réfléchi sur le fait qu'il n'était pas dans son intérêt de s'allier avec un royaume lointain et de faire d'un puissant voisin immédiat son ennemi. Ayant changé d'avis, il fait décapiter les membres de l'ambassade dès leur arrivée, récupère les cadeaux de Sun Quan et envoie les têtes à Cao Pi, avec une partie des cadeaux pour apaiser ses relations avec le Wei et renouveler son allégeance. Certains des envoyés du Wu réussissent à échapper au massacre et fuient vers l'est du Liaodong où ils trouvent un allié potentiel, le royaume de Koguryo.
Le Koguryo était un ennemi des Gongsun depuis l'époque de Gongsun Du, et surtout depuis que Gongsun Kang s'était mêlé de la succession du roi Gogukcheon. Alors que les ambassadeurs du Wu cherchaient juste un refuge, le roi Dongcheon voit en eux des nouveaux ennemis du Liaodong qu'il se fait une joie d'aider. Pour faciliter leur retour au Wu, il leur donne une escorte de 25 soldats et leur confie un tribut de peaux de martres et de faucons à remettre à Sun Quan. Encouragé par ce geste, le roi du Wu envoie une nouvelle mission diplomatique pour approfondir les relations entre les deux États, en vue d'une nouvelle alliance. La cour impériale du Wei ne tenant pas particulièrement à voir le Wu avoir de nouveau un allié sur sa frontière nord, Wang Xiong (王雄), l'Inspecteur de la province de You (幽州刺史), reçoit la mission d'établir une alliance avec le Koguryo avant que le Wu ne le fasse. Assez vite, le roi Dongcheon arrive aux mêmes conclusions que Gongsun Yuan et s'allie avec le Wei. Et une fois de plus, ce sont les ambassadeurs de Sun Quan qui font les frais de ce revirement d'alliance car les membres de l'ambassade du Wu au Koguryo de 236 finissent eux aussi décapités et leurs têtes sont envoyées à Guanqiu Jian, le nouvel inspecteur de la province de You. À cette date, le Liaodong et le Koguryo ont tous deux fait allégeance au Wei alors que l'influence du Wu dans la région est annihilée.

## La marche à la guerre
Même si Gongsun Yuan est théoriquement un vassal du Wei, sa brève alliance avec le Wu et ses commentaires désobligeants au sujet du Wei, font qu'il a une réputation d'allié non fiable. Pour le Wei, même si l'insurrection des Xianbei, dirigée par Kebineng, a été écrasée, le rôle du Liaodong comme zone-tampon contre les invasions barbares doit être clarifié. Mais surtout, il est hors de question d'accepter que la loyauté de son dirigeant, Gongsun Yuan, soit aussi bancale. En 237, Guanqiu Jian présente à la cour du Wei un plan d'invasion du Liaodong, avant de le mettre en application. Il lève une armée composée des troupes de la province de You, renforcées d’auxiliaires des peuples nomades Wuhuan et Xianbei. Guanqiu Jian marche vers l'est et pénètre dans le territoire de Gongsun Yuan en traversant la rivière Liao, avant de rencontrer son ennemi à Liaosui. Lors de cette bataille, l'armée du Wei est vaincue et doit se replier à cause des inondations provoquées par les pluies violentes de la mousson d'été.
En infligeant une défaite aux armées de l'empereur, Gongsun Yuan a franchi le point de non-retour. De plus, après la bataille, il réagit de manière désordonnée, preuve qu'il panique. En effet, Gongsun Yuan envoie un mémorandum à la cour du Wei pour expliquer son geste avec l'espoir de se faire pardonner. Mais, en même temps, il proclame son indépendance en prenant le titre de "Roi de Yan" et donne à la première ère de son règne le nom de "Successeur des Han" (紹漢). Cette proclamation entrave ses efforts d’apaisement pour plusieurs raisons. En premier lieu, Yuan choisit de reprendre le titre que lui avait donné le roi du Wu lors de sa courte période de changement d’allégeance, ce qui revient à faire de nouveau allégeance au Wu. Ensuite, proclamer une ère de règne est une pratique normalement réservée à l'Empereur, ce qui signifie implicitement qu'Yuan réclame le trône impérial. Enfin, le nom choisi pour l’ère implique que la dynastie Wei a succédé à la dynastie Han de manière illégitime. En tant que roi, Gongsun Yuan tente de convaincre les Xianbei d'attaquer le Wei en donnant le rang de Chanyu à un de leurs chefs. Mais la succession de Kebineng, le précédent Chanyu, n'était toujours pas réglée et les différents chefs de tribus étaient bien trop occupés à se déchirer entre eux pour savoir qui monterait sur le trône pour avoir le temps d'organiser une attaque à grande échelle contre le Wei.
En 238, la cour du Wei fait venir le Grand Commandant (太尉) Sima Yi pour lui confier une nouvelle campagne militaire contre Gongsun Yuan. Durant les années précédentes, Sima Yi avait été affecté à la défense des frontières sud-ouest du Wei où il était chargé de repousser les expéditions nordiques de Zhuge Liang, le premier ministre du Shu. Lorsque ce dernier meurt en 234 lors de la bataille des plaines de Wuzhang, le gouvernement du Wei peut alors se permettre de redéployer Sima Yi sur d'autres fronts. Lors d'un court débat pendant les préparatifs de la campagne, Cao Rui, l'empereur du Wei, décide que le Grand Commandant aura sous ses ordres une armée de 40 000 soldats pour mener à bien l'invasion du Liaodong. Certains de ses conseillers lui rétorquent que cela représentait beaucoup trop de soldats, mais Cao Rui leur dit : « Dans cette expédition de 4000 li, nous devons utiliser des troupes mobiles et faire la démonstration de notre puissance. Nous ne devons pas nous préoccuper des dépenses. » L'Empereur demande alors son avis à Sima Yi sur la réaction à attendre de Gongsun Yuan et sur la durée de la campagne. Sima Yi lui répond :

« Le meilleur plan possible pour Gongsun Yuan serait qu'il sorte de sa forteresse et prenne la fuite. Le second meilleur plan pour lui serait de choisir une position avantageuse au Liaodong et de résister à notre puissante armée. Mais s'il reste à Xiangping pour la défendre, il sera capturé... Seul un homme sage et avisé peut évaluer sa force et celle de son adversaire et ainsi renoncer à ce qu'il ne peut défendre. Mais ce n'est pas quelque chose que  Gongsun Yuan sait faire. Au contraire, il va penser que notre armée, sans soutien et engagée dans une lointaine expédition, ne pourra pas tenir longtemps. Il est certain de pouvoir résister à notre attaque à la rivière Liao avant de défendre Xiangping dans un deuxième temps... Une centaine de jours pour arriver sur place, une autre centaine pour attaquer, encore cent jours pour rentrer et soixante jours pour se reposer, font qu'une année sera suffisante pour cette campagne. »

Quand Sima Yi part de Luoyang, la capitale du Wei, pour attaquer Gongsun Yuan, Cao Rui se déplaça aux portes de la ville pour lui souhaiter personnellement bonne chance. Sima Yi n'est pas seul à la tête des 40 000 fantassins et cavaliers de l'expédition, il est accompagné par des adjoints comme Niu Jin et Hu Zun (胡遵). Plus loin sur la route, il reçoit le renfort des troupes de la province de You, dirigées par Guanqiu Jian, ainsi que d'une troupe d’auxiliaires Xianbei, dirigés par le chef Mohuba (莫護跋), l’ancêtre du clan Murong.
Lorsqu'il apprend que le Wei prépare une nouvelle attaque contre lui, Gongsun Yuan fait une tentative désespérée pour obtenir des renforts en envoyant une ambassade à la cour du Wu pour s'excuser de sa trahison de 233 et supplier Sun Quan de l'aider. Le premier réflexe du roi du Wu est de vouloir tuer le messager mais Yang Dao (羊衜), un de ses conseillers, lui conseille de procéder à une démonstration de force et de tirer parti de la situation si jamais le conflit entre Sima Yi et Gongsun Yuan s'enlise. Cao Rui est préoccupé par l'arrivée d'éventuels renforts du Wu mais son conseiller Jiang Ji comprend les intentions de Sun Quan. Il met en garde l'Empereur en lui expliquant que même si Sun Quan ne prendra pas le risque de tenter d'envahir le Wei, la flotte du Wu fera certainement une incursion au Liaodong si Sima Yi ne réussit pas à vaincre Gongsun Yuan assez vite.

## La campagne
En juin 238, l'armée du Wei dirigée par Sima Yi arrive sur les berges de la rivière Liao. Gongsun Yuan réplique en confiant à Bei Yan et Yang Zuo le gros des forces armées du Liaodong pour qu'ils établissent un campement à Liaosui, là ou Guanqiu Jian avait été vaincu. Une fois sur place, ils construisent un camp dont les murs ont une longueur totale de 20 li. Lorsque l'armée du Wei arrive à son tour, les généraux veulent immédiatement partir à l'assaut de cette forteresse. Sima Yi les raisonne car, selon lui, attaquer un tel camp fortifié demanderait beaucoup de temps et d'énergie. A contrario, si le gros de l'armée ennemie est à Liaosui, cela signifie que Xiangping, le quartier général de Gongsun Yuan, doit être faiblement protégé et donc une proie plus facile pour les soldats du Wei. Sima Yi décide de piéger ses ennemis en envoyant Hu Zun avec quelques troupes en direction du sud-est, avec un grand nombre de drapeaux et de bannières, afin de faire croire que c'est le gros des troupes du Wei qui est en marche. Bei Yan tombe dans le piège et prend la tête de ses soldats en direction du sud. Hu Zun, informé de ces mouvements de troupes, passe la rivière et brise les lignes de Bei Yan. Dans le même temps, Sima Yi profite de cette diversion pour faire passer en secret la rivière Liao au gros de ses troupes. Ensuite, il brûle les ponts et les bateaux et fait lever une barricade tout le long des rives; avant de marcher vers le nord en direction de Xiangping. Bei Yan fini par comprendre la ruse de Sima Yi et part en toute hâte avec ses hommes en direction du nord, pendant la nuit. Bei Yan retrouve Sima Yi au mont Shou (首山), une montagne située à l'ouest de Xiangping. Conformément aux ordres de Gongsun Yuan, Yan engage un combat à mort contre son ennemi, qui s’achève par une grande victoire de Sima Yi. Le dernier obstacle étant éliminé, le siège de Xiangping commence.
Avec le mois de juillet revient la mousson d'été qui avait provoqué l'échec de la campagne de Guanqiu Jian l'année précédente. Il pleut sans discontinuer pendant un mois et la rivière Liao connait une telle crue que des bateaux peuvent remonter son cours depuis son embouchure dans la baie de Liaodong jusqu'aux murs de Xiangping. Bien que le camp du Wei soit inondé en permanence par presque un mètre d'eau, Sima Yi reste déterminé à mener le siège jusqu'au bout. Ses officiers lui réclament à longueur de journée l'autorisation de déplacer le camp, en vain. Sima Yi finit par faire exécuter Zhang Jing (張靜), un officier qui se plaignait de la situation encore plus que les autres, ce qui fait taire le reste de l'état-major. À cause des inondations, Xiangping n'est pas parfaitement encerclé, ce qui permet aux assiégés d'utiliser l'inondation pour sortir à la recherche de ravitaillement et mettre les animaux aux pâturages. Sima Yi donne l'ordre à ses généraux de ne pas s'en prendre à ces hommes, car selon lui :

« À l'heure actuelle, les rebelles sont nombreux et nous sommes peu ; les rebelles sont affamés et nous sommes bien nourris. À cause de la pluie et des inondations, nous ne pouvons pas agir. Même si nous les capturons, quel avantage en tirerions-nous? Depuis que je suis parti de la capitale, une attaque des rebelles contre nous ne m’inquiète pas, c'est leur fuite que je crains. Maintenant, les rebelles arrivent au bout de leurs réserves alors que nous ne pouvons pas les encercler complètement. En détruisant leurs cheptels ou en capturant ceux qui s'occupent du ravitaillement, nous n'arriverons qu'à provoquer leur fuite. Tromper l'ennemi est la base de la guerre, nous devons savoir comment nous adapter à une situation changeante. Comptant sur leur supériorité numérique et aidé par la pluie, les rebelles sont affamés, affligés et ne vont pas se rendre. Nous devons leur faire croire que nous sommes inaptes afin qu'ils baissent leur garde; les alarmer en multipliant les petites victoires ne fait pas partie du plan. »

À la cour du Wei, les conseillers de Cao Rui s’inquiètent également des conséquences de ces inondations et proposent de le faire revenir. L'Empereur, lui, fait totalement confiance à son général et refuse de le rappeler. Après un certain temps, le roi du Koguryo envoie deux représentants de sa cour, un noble (大加, taeka) et un Gardien des Écrits (主簿, jubu), accompagnés de plusieurs centaines de soldats pour aider Sima Yi.
Dès que la pluie s’arrête et que les eaux des inondations sont évacuées, Sima Yi se dépêche d'encercler complètement Xiangping. Les préparatifs du siège se font jour et nuit, avec l'utilisation de tunnels de sape, d'échelles avec des crochets, de béliers et la création de collines artificielles pour y déployer des tours de siège et des catapultes en profitant de l'avantage de la hauteur,. La vitesse à laquelle se font ces préparatifs est telle que les défenseurs de la cité sont pris de court. En effet, les soldats de Gongsun Yuan étaient tellement habitués à pouvoir récupérer facilement des vivres en utilisant les inondations qu'ils n'avaient fait aucun stock, se contentant de sortir de Xiangping. Maintenant qu'il leur est impossible de sortir, le peu de vivres qu'il leur reste s'épuise très vite et la famine s'installe, au point que l'on observe des cas de cannibalisme. De guerre lasse, Yang Zuo et d'autres généraux du Liaodong se rendent à Sima Yi alors que le siège se prolonge.
Le 3 septembre, une comète apparaît dans le ciel de Xiangping, ce qui est vu comme un présage de destruction dans le camp du Liaodong. C'est un Gongsun Yuan effrayé qui envoie ses principaux ministres Wang Jian (王建) et Liu Fu (柳甫) négocier les termes de la reddition, tout en promettant qu'il se livrera enchaîné à Sima Yi une fois le siège levé. Sima Yi, au courant des pratiques de double jeu de Gongsun Yuan, fait exécuter les deux envoyés, puis envoie un message à Yuan où il lui explique qu'il n'a pas d'autre option qu'une reddition sans condition et que « ces deux hommes étant des vieillards incapables de transmettre vos intentions, je les ai déjà mis à mort en votre nom. Si vous avez quelque chose à rajouter, envoyez un messager plus jeune, plus intelligent et plus précis. » Gongsun Yuan envoie alors Wei Yan (衛演) reprendre les pourparlers, demandant cette fois à pouvoir envoyer un otage à la cour du Wei. Sima Yi renvoie cet ultime messager en répliquant : « Si vous avez renoncé à vous livrer enchaîné, cela signifie que vous êtes déterminé à mourir et donc, que vous n'avez pas besoin d'envoyer un otage. » Apparemment, quand Sima Yi avait demandé un autre envoyé pour continuer les négociations, ce n'était qu'une ruse pour donner de faux espoirs à Gongsun Yuan et prolonger le siège pour finir d'épuiser les vivres de la ville.
Le 29 septembre, Xiangping tombe finalement entre les mains de l'armée du Wei. Gongsun Yuan et son fils Gongsun Xiu (公孫脩) prennent la tête de quelques centaines de cavaliers et brisent l'encerclement avant de partir pour le sud-est. Le gros des troupes de Sima Yi prend les fuyards en chasse et tuent le père et le fils sur les rives de la rivière Liang. La tête de Gongsun Yuan est coupée, puis envoyée à Luoyang pour être exposée en public. Pendant le siège, une flotte commandée par les futurs Grands Administrateurs Liu Xin (劉昕) et Xianyu Si (鮮于嗣), est envoyée pour attaquer depuis la mer les commanderies coréennes de Lelang et Daifang, assurant ainsi la mainmise du Wei sur l'intégralité des territoires de Gongsun Yuan.

## Conséquences
Après être entré dans la cité, Sima Yi rassemble tous ceux qui ont servi dans le gouvernement et l'armée de Gongsun Yuan et les répartit entre deux bannières. Tous ceux qui ont servi dans l'administration du régime rebelle de Gongsun Yuan, soit 1 000 à 2 000 personnes, sont exécutés dans le cadre d'une purge systématique. En plus, 7000 personnes de plus de 15 ans et ayant servi dans l'armée du Liaodong sont exécutées et leurs corps décapités sont entassés pour terroriser la population. Après le massacre, Yi pardonne aux survivants, réhabilite de manière posthume Lun Zhi et Jia Fan et libère Gongsun Gong de sa prison. Enfin, dans un geste de compassion, il libère de leurs obligations militaires les soldats du Wei de plus de 60 ans, ce qui représente une centaine d'hommes, et repart avec son armée.
Bien que le Wei ait gagné 40 000 foyers et 300 000 habitants avec cette expédition, Sima Yi n'encourage pas ces colons frontaliers à rester sur place. Au contraire, il donne l'ordre de faciliter le retour en Chine centrale des familles qui désirent partir. De plus, en avril ou mai 239, une flotte du Wu commandée par Sun Yi (孫怡) et Yang Dao inflige une défaite aux troupes du Wei stationnées au sud du Liaodong, ce qui incite la cour du Wei à évacuer la population des côtes vers Shandong. Ces deux ordres combinés provoquent une dépopulation accélérée de la région. Dans le même temps, Mohuba, le chef Xianbei qui a participé à l'expédition contre Gongsun Yuan et sa tribu, reçoivent en récompense de leurs services le droit de s'installer au nord du Liaodong. Finalement, au début de la Dynastie Jin (265-316), il ne restait plus dans la région que 5 400 foyers chinois. Après la chute des Jin occidentaux en 316, le Liaodong passe sous le contrôle des Yan antérieurs, un royaume fondé par les descendants de Mohuba, puis sous celui du Koguryo. Ainsi, le Liaodong échappe au contrôle des Chinois pour plusieurs siècles, en partie à cause du manque de population chinoise dans la région, manque provoqué par les politiques mises en place au Liaodong par Sima Yi et la cour du Wei après la chute des Gongsun.
En même temps, la fin du régime du clan Gongsun fait tomber une barrière entre les plaines centrales de la Chine et les peuples vivant plus à l'est. Dès 239, une mission diplomatique venant du pays des Wa, soit le Japon, alors dirigé par la reine Himiko, arrive pour la première fois à la cour du Wei. Le Koguryo s'aperçoit rapidement qu'il s'est débarrassé d'une nuisance locale pour se retrouver en face d'un puissant voisin. Le royaume coréen provoque la colère du Wei en attaquant les villes et colonies chinoises du Liaodong et de la commanderie de Xuantu. La guerre entre le Wei et le Koguryo éclate en 244, dévastant le royaume coréen, et permettant aux Chinois de rétablir des contacts amicaux avec le royaume de Baekje. Tout ceci n'aurait pas pu avoir lieu sans la conquête du Liaodong par Sima Yi, qui, d'une certaine manière, représente également le premier pas vers le rétablissement de l'influence chinoise vers l'est.